# Stefanuskerk (Utrecht)
De Stefanuskerk was een protestantse kerk in de wijk Overvecht in de Nederlandse stad Utrecht. De kerk was gewijd aan de Stefanus. Sinds 2006 is het gebouw in gebruik als cultureel centrum. 

## Geschiedenis
Met de bouw van de wijk Overvecht in de jaren zestig, waren ook protestantse kerken opgericht. Voor Overvecht waren er twee protestantse gepland. Architect L.J. Linssen was al aangesteld om de Johanneskerk te ontwerpen, en hij ontwierp ook de Stefanuskerk. Er zijn daardoor een aantal overeenkomsten met de Johanneskerk, zoals sobere inrichting en de hoge ramen in de kerkzaal waardoor het doopvont, de avondmaaltafel en het preekgestoelte beter uitkwamen. Anders dan bij de Johanneskerk liet Linssen zich bij deze kerk ook inspireren door de Bossche School. Dit is bijvoorbeeld terug te zien in het gebruikte materiaal - baksteen en hout - maar ook in bouwkundige elementen zoals een apsis in de kerkzaal en een atrium. De bouw ving aan in 1968 en in 1969 werd de kerk in gebruik genomen.

## Naamgeving
De Nederlands Hervormde Kerk had in Utrecht al een reeks kerken vernoemd naar de evangelisten. Maar toen namen van Mattheus, Marcus, Lucas en Johannes al vergeven waren, moest men op zoek naar een nieuwe naam. De naam Stefanus voor een kerk is opmerkelijk. Het lijkt namelijk op de katholieke wijze van naamgeving voor een kerk, waarbij een kerk wordt gewijd aan een heilige. Stefanus wordt ook als heilige vereerd in de katholieke kerk. Maar, in tegenstelling tot de meeste heiligen, komt Stefanus wél in de bijbel voor. Zo staat deze naamgeving wel in de protestantse traditie, maar kan men hier ook iets zien van de invloed van de oecumene.

## Sluiting van de kerk, komst van cultureel centrum
Net als de Johanneskerk was ook de Stefanuskerk een samenwerkingsproject van de Nederlands Hervormde Kerk en de Gereformeerde Kerken in Nederland. Bij de totstandkoming van de Protestantse Kerk in Nederland in 2004 werd gekeken of twee kerken in Overvecht niet te veel was. Besloten werd om de Stefanuskerk af te stoten. De Johanneskerk werd verbouwd naar de wens van de gefuseerde gemeente. Het orgel uit de Stefanus kreeg een plek in de verbouwde Johanneskerk.
In 2006 werd de Stefanus in gebruik genomen als cultureel centrum. De verbouwingen zijn zodanig uitgevoerd dat de kerkzaal eenvoudig weer tot kerk verbouwd kan worden. Heel ingrijpend hoefde het gebouw niet aangepast te worden. De bijruimtes konden zo als kantoor of oefenruimte in gebruik worden genomen. In de kerkzaal waren een paar aanpassing voldoende om het als theater te gebruiken. Dit cultureel centrum huisvest "Bonte Koe Records", Rosa Ensemble, "STUT theatergezelschap" en Theater ZIMIHC.
Historische kerkgebouwen:
Sint-Augustinuskerk · Buurkerk · Sint-Catharinakathedraal · Domkerk · Doopsgezinde kerk · Geertekerk · Jacobikerk · Jacobuskerk · Janskerk · Kerkenkruis · Lutherse Kerk · Mariakerk · Maria Minor · Nicolaïkerk · Pieterskerk · Sint-Gertrudiskathedraal · Sint-Martinuskerk · Sint-Salvatorkerk · Sint-Willibrordkerk · Westerkerk

Overige kerkgebouwen:
Adventkerk · Bethelkerk · Blijde Boodschapkerk · Gerardus Majellakerk · Heilig Hartkerk · Holy Trinity Church · H. Johannes de Doper en H. Bernarduskerk · Johanneskerk · Mattheüskerk · Nieuwe Kerk · Sint-Aloysiuskerk ·Sint-Antoniuskerk · Sint-Dominicuskerk · Sint-Gertrudiskerk · Sint-Jacobuskerk · Sint-Josephkerk · Sint-Rafaëlkerk · Stefanuskerk · Tuindorpkerk · Wederkomst des Herenkerk · Wilhelminakerk · Willem de Zwijgerkerk

Deels gesloopte kerken:
Oranjekerk

Gesloopte kerken:
Christus Koningkerk · Begijnekerk · Heilig Kruiskapel · Johannes de Doperkerk  · Julianakerk · Lucaskerk · Onze-Lieve-Vrouw-van-Goede-Raadkerk · 
Onze-Lieve-Vrouw-ten-Hemelopnemingkerk · Oosterkerk · Sint-Bernarduskerk · Sint-Dominicuskerk (Walsteegkerk) · Sint-Ludgeruskerk · Sint-Monicakerk · Sint-Nicolaaskerk · Sint-Pauluskerk · Sint-Salvatorkerk · Vaartkerk · Zuiderkerk

Voormalige kerken:
Emmaüskerk · Noorderkerk · Leeuwenbergkerk · Sint-Isidoruskerk

Lijst van kerken in Utrecht